# ششمین اجلاس بریکس
ششمین اجلاس بریکس (انگلیسی: 6th BRICS summit) نشست سالانه رهبران کشورهای عضو بریکس بود که به میزبانی برزیل برگزار شد. رئیس‌جمهور آرژانتین، کریستینا فرناندس مهمان ویژه این اجلاس بود. در جریان برگزاری این اجلاس، نشستی مشترک میان رهبران بریکس و رهبران اتحادیه کشورهای آمریکای جنوبی برگزار شد. در پایان ششمین اجلاس بریکس، بانک توسعه جدید که به‌عنوان جایگزینی برای بانک جهانی و صندوق بین‌المللی پول در نظر گرفته شده است، افتتاح شد.

## پس زمینه
پس از اجلاس سران بریکس در سال ۲۰۱۳، کشورهای عضو بریکس بیانیه مشترکی را منتشر کردند که در آن به خلاصه‌ای از نتایج گفتگوهای خود اشاره کردند و برزیل به‌عنوان کشور میزبان اجلاس سال ۲۰۱۴ معرفی شد. کشورهای عضو این گروه پس از موافقت با ایجاد یک بانک توسعه بین‌المللی جدید در اجلاس سال ۲۰۱۳، قصد داشتند مقدمات تأسیس این بانک را پیش از اجلاس سال ۲۰۱۴ تکمیل کنند. این نشست ابتدا برای مارس ۲۰۱۴ برنامه‌ریزی شده بود، اما بنا به درخواست چین به تاریخ دیگری منتقل شد. در نهایت در ۱۴ تا ۱۶ ژوئیه ۲۰۱۴ برگزار شد.

## شرکت‌کنندگان
| کشورهای عضو بریک دولت و رهبر میزبان در جدول برجسته نشان داده شده‌اند. |               |                |           |
| کشور                                                                 | کشور          | نماینده        | عنوان     |
| برزیل                                                                | برزیل         | دیلما روسف     | رئیس‌جمهور |
| روسیه                                                                | روسیه         | ولادیمیر پوتین | رئیس‌جمهور |
| هند                                                                  | هند           | نارندرا مودی   | نخست‌وزیر  |
| چین                                                                  | چین           | شی جین پینگ    | رئیس‌جمهور |
| آفریقای جنوبی                                                        | آفریقای جنوبی | جاکوب زوما     | رئیس‌جمهور |

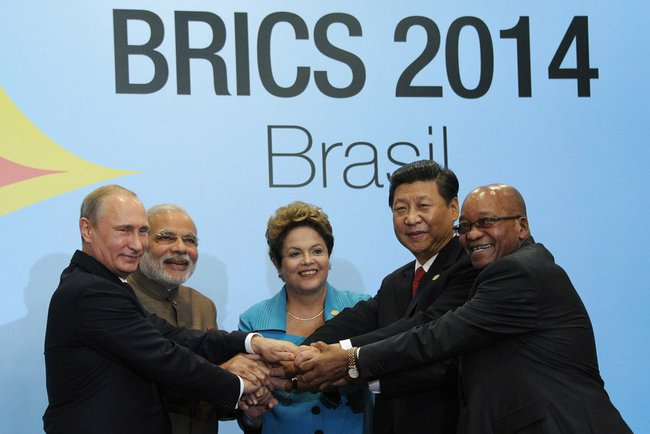
رهبران کشورهای عضو بریکس. از چپ به راست: پوتین، مودی، روسف، شی و زوما.

این اجلاس، نخستین حضور نارندرا مودی به‌عنوان نخست‌وزیر هند در یک اجلاس بین‌المللی بود. در این اجلاس از کریستینا فرناندس، رئیس‌جمهور آرژانتین نیز دعوت شد.

## نشست‌های دوجانبه
در جریان برگزاری این اجلاس، شی جین پینگ به نارندرا مودی گفت که چین مایل است برای توسعه سازمان همکاری شانگهای، عضویت کامل هند را در اجلاس ۲۰۱۴ این سازمان اعلام کند. رهبران دو کشور در حاشیه این اجلاس بر اصل عدم مداخله و منافع متقابل که زیربنای روابط دوجانبه است، تأکید کردند.

## نشست مشترک بریکس و اتحادیه کشورهای آمریکای جنوبی
نشست مشترک رهبران بریکس با رهبران کشورهای عضو اتحادیه کشورهای آمریکای جنوبی در برازیلیا و در ۱۶ و ۱۷ ژوئیه برگزار شد.

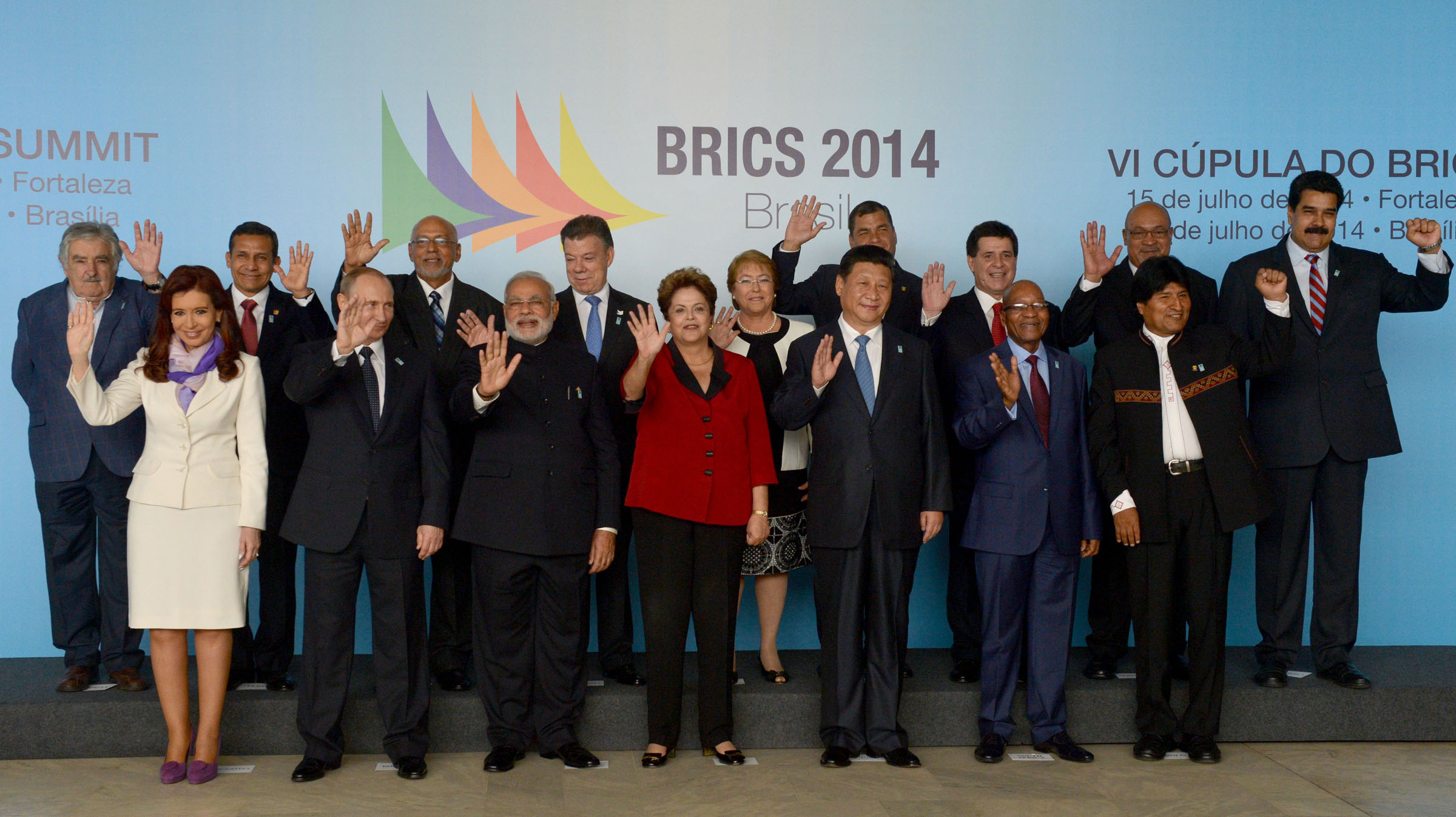
شرکت کنندگان در نشست مشترک بریکس و اتحادیه کشورهای آمریکای جنوبی

میهمانان
- آرژانتین – کریستینا فرناندس[۹][۱۰][۱۱][۱۲]
- بولیوی – اوو مورالس
- شیلی – میچل باچله
- کلمبیا – خوان مانوئل سانتوس
- اکوادور – رافائل کورئا
- گویان – دونالد راموتار
- پاراگوئه – هوراسیو کارتس
- پرو – اولانتا هومالا
- سورینام – دسی بوترسه
- اروگوئه – خوزه موخیکا
- ونزوئلا – نیکلاس مادورو

## گالری تصاویر

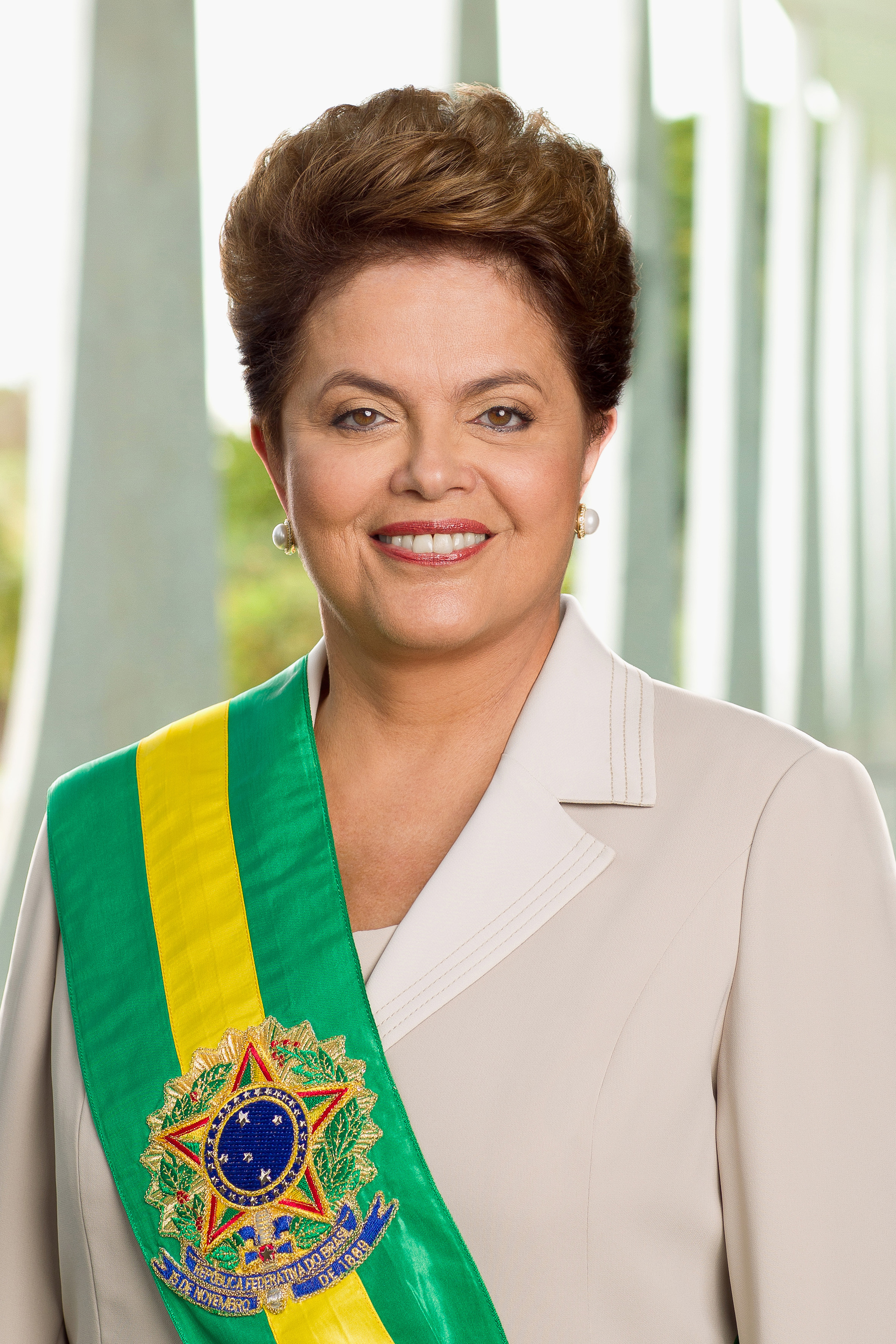
Brazil دیلما روسف، رئیس‌جمهور (میزبان)
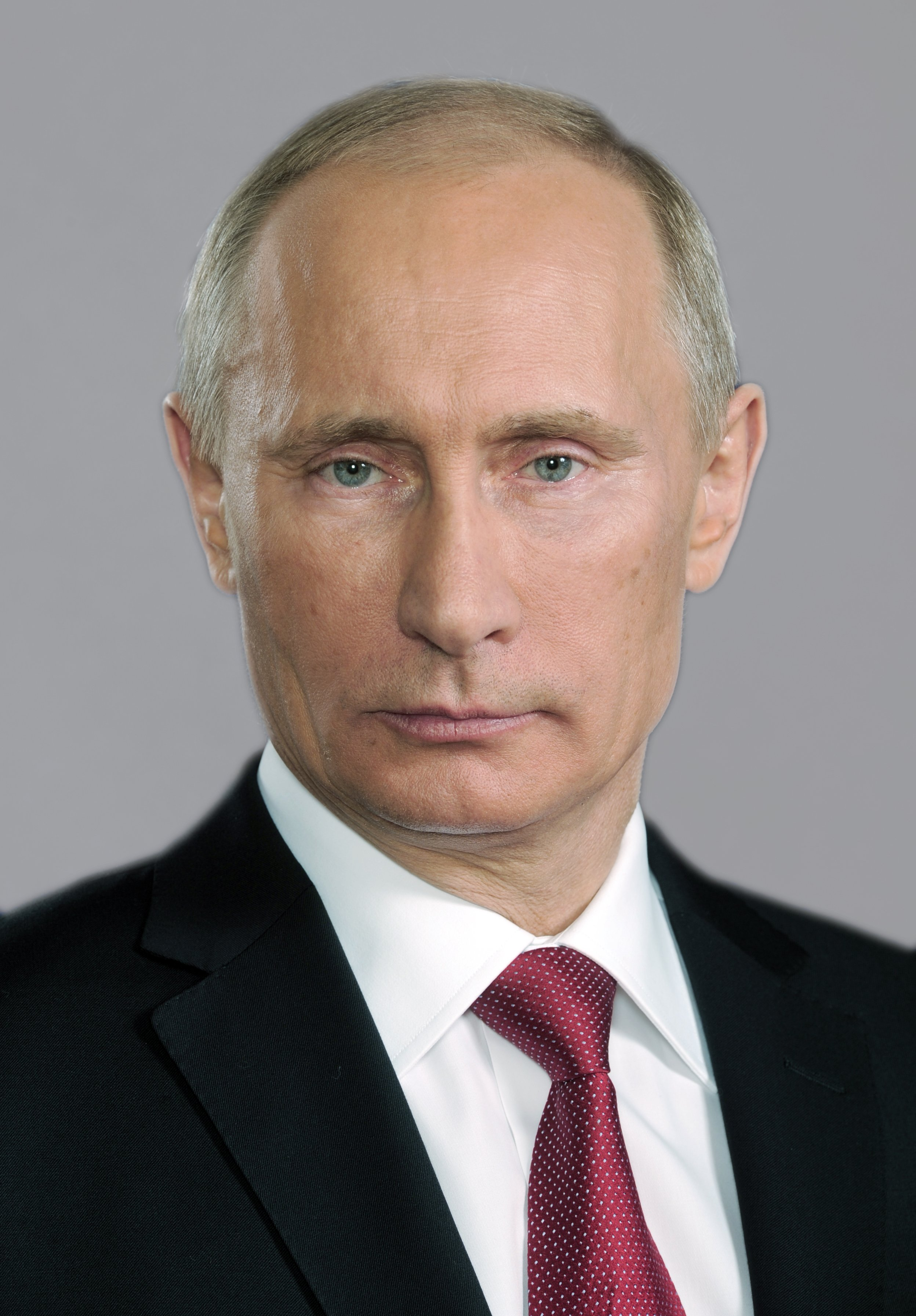
Russia ولادیمیر پوتین، رئیس‌جمهور
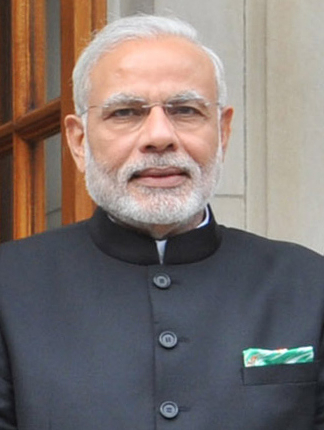
India نارندرا مودی، نخست‌وزیر
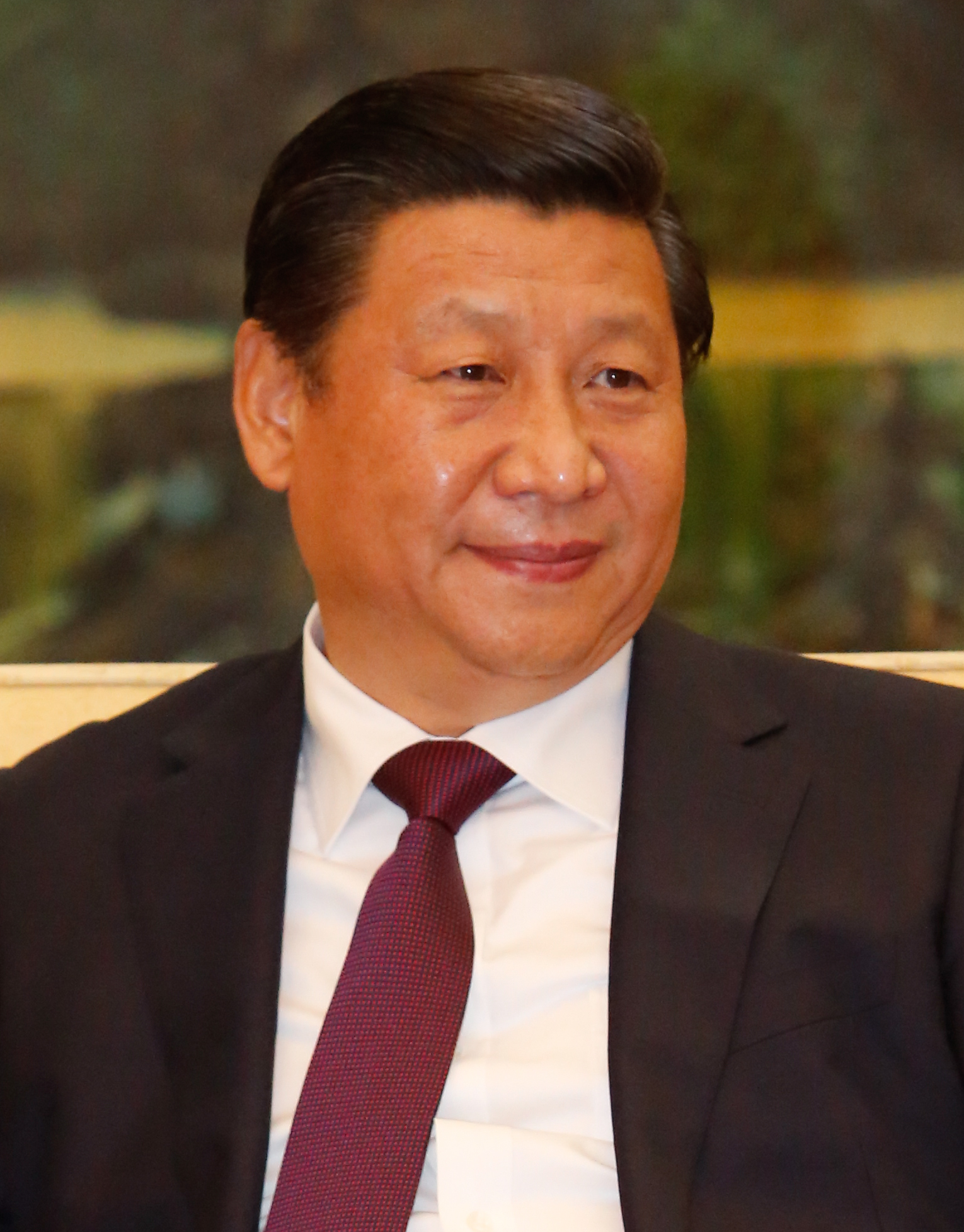
China شی جین پینگ، رئیس‌جمهور
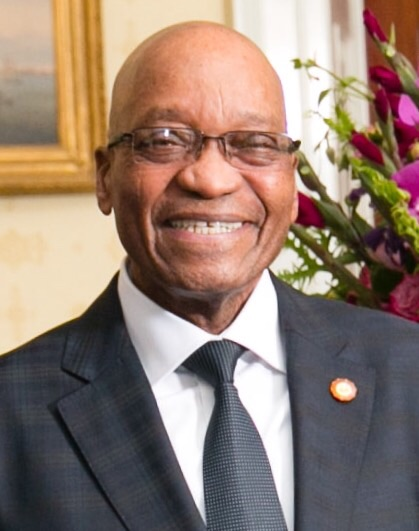
South Africa جاکوب زوما، رئیس‌جمهور

- برزیل
دیلما روسف،  رئیس‌جمهور (میزبان)
- روسیه
ولادیمیر پوتین، رئیس‌جمهور
- هند
نارندرا مودی، نخست‌وزیر
- چین
شی جین پینگ، رئیس‌جمهور
- آفریقای جنوبی
جاکوب زوما، رئیس‌جمهور